# Fabrício dos Santos Silva
Fabrício dos Santos Silva, genannt Fabrício, (* 11. Januar 1987 in São Paulo) ist ein brasilianischer Fußballspieler.

## Karriere
Fabrício begann seine fußballerische Ausbildung beim FC São Paulo. Hier konnte er aber nicht überzeugen. Er versuchte sich dann beim Lokalrivalen Corinthians, wo er zwar einen Profivertrag erhielt, aber sich dennoch nicht dauerhaft durchsetzen konnte. So musste er bei unterklassigen Vereinen weitermachen, bis er 2003 zum Guarani FC kam. Hier konnte er dann seine ersten Ligaspiele bestreiten.
Nach verschiedenen Stationen wechselte Fabrício 2011 dann zum SC Internacional nach Porto Alegre. In der Regel wurde er als Stammspieler eingesetzt und gewann gleich in der ersten Saison die Recopa Sudamericana. Mit der Zeit geriet der Spieler immer öfter mit den Fans in Konflikt, die ihm wiederholt schlechte Leistungen vorwarfen. Nach einem Eklat im Zuge der Campeonato Gaúcho 2015, er beschimpfte die eigenen Fans, wechselte er auf Leihbasis zum Cruzeiro EC aus Belo Horizonte. Dieser übernahm ihn Anfang 2016, verlieh Fabrício dann aber zum Start des Ligabetriebes an SE Palmeiras. Mit dem Klub konnte er am Ende der Saison die nationale Meisterschaft feiern. In dieser Meistersaison kam Fabrício sechs Mal zum Einsatz. Nach Beendigung der Saison kehrte Fabrício zu Cruzeiro zurück. Im August 2017 wechselte er zu Atletico Paranaense. Nachdem Cruzeiro seinen Vertrag kündigte, konnte er ablösefrei wechseln.
Bei Atletico blieb er nur bis zum Ende der Saison, für 2018 wurde Fabrício vom CR Vasco da Gama verpflichtet. Am Jahresende kam er wettbewerbsübergreifend auf 21 Einsätze (zwei Tore), davon drei Spiele in der Copa Libertadores 2018. Zum Jahreswechsel verließ Fabrício Vasco wieder. Erst im März 2019 erhielt er wieder einen neuen Vertrag. Er kam zum EC Vitória. Im Mai musste er den Klub wieder verlassen. In dem Klub kam er nur zu sechs Auftritten (einen in Série, einen in der Staatsmeisterschaft und vier im Copa do Nordeste). Erst im Oktober 2019 unterzeichnete Fabrício einen neuen Kontrakt beim EC Água Santa, um mit diesem in der Staatsmeisterschaft 2020 anzutreten.
Zur Saison 2021 wechselte Fabrício erneut. Er ging zu Portuguesa, wo er bereits von 2009 bis 2011 aktiv war. Mit dem Klub sollte er zunächst an der zweiten Liga der Staatsmeisterschaft von São Paulo teilnehmen. Bis zum 12. Spieltag am 6. Mai 2021 kam er sechs Einsätzen (kein Tor). An diesem Spieltag trat sein Klub gegen den CA Juventus an. Fabrício stand aber nicht im Kader. Er nutzte die spielfreie Zeit nicht. Vielmehr wurde kurz danach bekannt, dass er an einer Party teilgenommen hat und dabei gegen Auflagen gegen die COVID-19-Pandemie verstieß. Er wurde daraufhin vom Klub suspendiert und sein bis zum 30. Mai 2021 laufender Vertrag nicht mehr verlängert. Seitdem ist er ohne Kontrakt.

## Erfolge
Internacional
- Recopa Sudamericana: 2011
- Campeonato Gaúcho: 2012, 2013, 2014
- Taça Farroupilha: 2012, 2013
- Taça Piratini: 2013

Palmeiras
- Brasilianischer Meister: 2016